# Aufstarten
Als Aufstarten (engl. Start of Mission, Abk. SOM) wird im europäischen Zugbeeinflussungssystem ETCS ein Verfahren vor Beginn einer Zugfahrt bezeichnet.
Das Verfahren wird in Abschnitt 5.4. in der Systemanforderungsspezifikation (SRS, SUBSET-026) von ETCS beschrieben. Der Triebfahrzeugführer kann aufstarten, wenn der Zug „wach“ ist, Rangierbewegungen abgeschlossen sind, eine vorige Fahrt (“mission”) beendet wurde oder ein nicht führendes Triebfahrzeug zu einem führenden Triebfahrzeug wird.
Das Verfahren soll eingeleitet werden, wenn das ETCS-Fahrzeuggerät in der Betriebsart Stand By ist, das Führerpult aktiviert ist und noch keine Funkverbindung zum RBC aufgebaut ist bzw. aufgebaut wird. Die Eingabe der Zugdaten (“data for mission”) durch den Triebfahrzeugführer erfolgt dabei noch in der Betriebsart Stand By. Je nach voriger Situation kann ein Teil der Zugdaten bereits auf dem ETCS-Fahrzeuggerät hinterlegt sein. Zu Beginn des Verfahrens können die notwendigen Daten – Kennung des Triebfahrzeugführers, Level, Kennung/Telefonnummer des RBC, Zugdaten, Zugnummer und Zugposition – bereits auf dem ETCS-Fahrzeuggerät hinterlegt und gültig, hinterlegt und ungültig oder gänzlich unbekannt sein. Die Zugnummer wird durch Eingabe des Triebfahrzeugführers, durch das RBC oder von anderen, außerhalb von ETCS liegenden Quellen bezogen.
In den ETCS-Leveln 2 und 3 soll das ETCS-Fahrzeuggerät beim Aufstarten eine Kommunikationsverbindung zum RBC aufbauen. Ist dies nicht erfolgreich, wird dies noch zweimal wiederholt.
Das Aufstarten gilt als abgeschlossen, sobald das ETCS-Fahrzeuggerät in die Betriebsart Full Supervision (FS), Limited Supervision (LS), Staff Responsible (SR), On Sight (OS), Non Leading (NL), Unfitted (UN) oder SN wechselt.
Um direkt nach FS aufzustarten, ist eine vertrauenswürdige Position, beispielsweise in einer Trusted Area, erforderlich. Liegt hingegen keine vertrauenswürdige Position vor, beispielsweise auf einem „kalt“ gestarteten Triebfahrzeug ohne Cold Movement Detection, wird in der Regel nur eine eingeschränkte Fahrterlaubnis beispielsweise in OS oder SR, erteilt. Teilweise wird bei Zügen ohne vertrauenswürdige Position auch auf Umsysteme wie eine Zugnummernmeldeanlage zurückgegriffen.